# لئو لی
لئو لی (به انگلیسی: Luo Li) ژیمناست زادهٔ 1976 میلادی اهل کشور چین است.